# Kalkklotterlav
Kalkklotterlav (Opegrapha calcarea) är en lavart som beskrevs av Turner och James Edward Smith. Kalkklotterlav ingår i släktet Opegrapha, och familjen Roccellaceae. Arten är reproducerande i Sverige.